# Peter Holtz
Peter Wilhelm Joseph Holtz (* 6. Februar 1902 in Stolberg (Rheinland); † 9. November 1970 in Bonn) war ein deutscher Pharmakologe und Physiologe. Er wirkte von 1938 bis 1952 als Professor für Physiologische Chemie beziehungsweise nach dem Zweiten Weltkrieg für Pharmakologie an der Universität Rostock. Anschließend fungierte er von 1953 bis 1970 als Inhaber des Lehrstuhls für Pharmakologie und Toxikologie sowie als Institutsdirektor an der Johann Wolfgang Goethe-Universität Frankfurt am Main. Zu seinen bedeutendsten Leistungen zählten 1939 die Entdeckung des Enzyms Dopa-Decarboxylase sowie darauf folgend in den 1940er Jahren der Nachweis des Noradrenalins als körpereigener Substanz und die Erforschung der Biosynthese der Katecholamine, zu denen neben Noradrenalin unter anderem Adrenalin und Dopamin gehören.
Diese Ergebnisse waren grundlegend für die Aufklärung der Wirkung der Katecholamine als Neurotransmitter und Hormone. Darauf aufbauend kam es zur Entwicklung von spezifischen Katecholamin-Abkömmlingen für die Arzneimitteltherapie, in der sie als Sympathomimetika unter anderem in der Notfallmedizin bei Kreislaufstillstand und Schockzuständen sowie zur Behandlung von Atemwegserkrankungen wie Asthma bronchiale und COPD, von niedrigem Blutdruck und von Morbus Parkinson eine Rolle spielen. Aufgrund seiner wissenschaftlichen Arbeiten wird Peter Holtz deshalb neben Otto Loewi als einer der renommiertesten deutschen Pharmakologen in der ersten Hälfte des 20. Jahrhunderts angesehen. Ausdruck der Anerkennung seiner Forschung waren unter anderem 1964 die Verleihung der Schmiedeberg-Plakette, der höchsten Auszeichnung der Deutschen Gesellschaft für Experimentelle und Klinische Pharmakologie und Toxikologie, sowie seine Aufnahme in die Deutsche Akademie der Naturforscher Leopoldina und in die Deutsche Akademie der Wissenschaften zu Berlin.

## Leben

### Studium und frühes Wirken
Peter Holtz wurde 1902 in der rheinischen Stadt Stolberg als Sohn eines Kaufmanns geboren. Er wuchs in einem bürgerlich-katholischen Elternhaus auf und besuchte das humanistische Gymnasium in seiner Heimatstadt. Anschließend absolvierte er ein Studium der Medizin sowie, beeinflusst durch den in Heidelberg tätigen Nobelpreisträger Albrecht Kossel, der Chemie an den Universitäten Bonn, Würzburg, Freiburg, München und Heidelberg. Ab 1925 war er Mitglied des Corps Bavaria München. An der Bonner Universität, an der er 1926 die ärztliche Vorprüfung und drei Jahre später das medizinische Staatsexamen bestand, promovierte er auch 1930 bei Hermann Fühner über die „Entgiftung des Chloroforms“.
Im Jahr 1929 wechselte er auf Empfehlung Fühners an die Universität Greifswald, an der er eine von der Notgemeinschaft der deutschen Wissenschaft finanzierte Assistentenstelle am Institut für Pharmakologie erhielt und sich zunächst strahlenbiologischen Themen widmete. 1930 ging er mit einem Stipendium der Rockefeller-Stiftung an das Pharmakologische Institut der University of Cambridge und 1931 an das National Institute for Medical Research in London, wo er in der Arbeitsgruppe des späteren Nobelpreisträgers Henry Hallett Dale tätig war, der das Interesse von Peter Holtz an der Erforschung endogener Substanzen weckte. Zum Ende seiner Stipendiatenzeit wechselte er an das University College in Cambridge, bevor er 1932 als wissenschaftlicher Assistent an das Pharmakologische Institut der Greifswalder Universität zurückkehrte. 1936 erlangte Peter Holtz in Greifswald unter Paul Wels, dem langjährigen Direktor des Greifswalder Instituts für Pharmakologie, mit einer Arbeit zu „Oxydations- und Reduktionswirkungen bestrahlter Zucker“ die Habilitation sowie die Dozentur für die Fächer Pharmakologie und Toxikologie. Damit zählt er neben Kurt Repke, der an verschiedenen Akademieinstituten in Berlin-Buch wirkte, und dem an der Medizinischen Akademie Erfurt tätigen Fritz Markwardt zu den drei bedeutendsten Schülern von Wels.
Sein Antrag auf eine außerordentliche Professur im Fach Physiologische Chemie wurde im Mai 1938 abgelehnt, da für deren Erteilung im Regelfall mindestens sechs Jahre Lehrtätigkeit notwendig waren. Im November desselben Jahres erhielt er jedoch den außerordentlichen Lehrstuhl für Physiologische Chemie an die Universität Rostock, an der er außerdem mit Beginn des Jahres 1940 auch Lehrveranstaltungen in Pharmakologie hielt. Im Rahmen seiner Vorlesungen lernte er in Rostock seine spätere Frau, eine Studentin der Zahnmedizin, kennen, die er im März 1939 in ihrer Heimatstadt Stralsund heiratete. Zum 1. Mai 1933 trat er der NSDAP (Mitgliedsnummer 2.147.061) und im August 1934 dem NSDDB bei. Nach eigenen Angaben übernahm er in beiden Organisationen kein Amt.

### Zusammenarbeit mit August Hirt
Zum Ende des Jahres 1942 nahm der an der Reichsuniversität Straßburg tätige Anatom August Hirt über Wolfram Sievers, den Geschäftsführer der Forschungsgemeinschaft Deutsches Ahnenerbe, Kontakt zu Peter Holtz auf. Hirt beschäftigte sich unter anderem mit der Intravitalmikroskopie, einer Form der Fluoreszenzmikroskopie zur Untersuchung lebenden Gewebes. Unter anderem plante er deren Einsatz zur Erforschung einer möglichen protektiven Wirkung von Vitaminen bei Schädigungen durch die Anwendung von Senfgas als Kampfstoff. Dazu führte er ab 1942 auch Versuche an Häftlingen des KZ Natzweiler-Struthof durch. An Peter Holtz erging im Rahmen der Kontakte zu Hirt 1943 ein Forschungsauftrag des Reichsforschungsrates mit dem Titel „Fluoreszierende Körper in normalen und kranken Organen“. Zu Veröffentlichungen von entsprechenden Ergebnissen kam es nicht, die Berichte über diese Arbeiten erfolgten nur intern. So bezieht sich die Erwähnung von „Ergebnissen über Tumorgewebe und Infektionskrankheiten“ in Berichten von Hirt höchstwahrscheinlich auf Resultate, die Holtz in Rostock in Tierversuchen erhalten hatte.
Im Buch „Auschwitz, die NS-Medizin und ihre Opfer“ des Journalisten Ernst Klee wird Peter Holtz unter den Teilnehmern einer Konferenz genannt, die im März 1943 an der Reichsuniversität Straßburg stattfand und zu der außer ihm eine Reihe von Wissenschaftler eingeladen worden waren, die nachweislich an Menschenversuchen im KZ Natzweiler-Struthof beteiligt waren. Der kanadische Historiker Michael Kater ging in seinem Werk Das Ahnenerbe der SS 1935–1945. Ein Beitrag zur Kulturpolitik des Dritten Reiches, das auf seiner Dissertation an der Universität Heidelberg basiert, davon aus, dass Peter Holtz sowie andere Wissenschaftler und Ärzte im Rahmen von Hirts Senfgas-Experimenten „nachweislich in Menschenversuche verstrickt waren“. Michael Kater nahm jedoch in seinen weiteren Ausführungen im Bezug auf die beteiligten Personen keine Unterscheidung vor zwischen Menschenversuchen im KZ Natzweiler-Struthof sowie von Kurt Blome und Sigmund Rascher geplanten Experimenten am 1942 gegründeten Zentralinstitut für Krebsforschung in Nesselstedt bei Posen. Diesbezüglich liegt aber höchstwahrscheinlich aufgrund von Namensgleichheit eine Verwechslung von Peter Holtz mit dem Pharmakologen Friedrich Holtz vor, der als Abteilungsleiter am Nesselstedter Institut fungierte.
Nach neueren Recherchen im Rahmen einer Dissertation am Institut für Geschichte der Medizin der Universität Greifswald ist bezüglich der Kontakte zwischen August Hirt und Peter Holtz davon auszugehen, dass Holtz wahrscheinlich von den Menschenversuchen Hirts im KZ Natzweiler-Struthof wusste, ohne dass dies zweifelsfrei belegt werden kann. Eine direkte Beteiligung von Peter Holtz an den von Hirt durchgeführten Experimenten an KZ-Häftlingen kann hingegen praktisch ausgeschlossen werden, da sie von den Beteiligten zu keinem Zeitpunkt geplant war und keine Hinweise auf einen Aufenthalt von Peter Holtz in Natzweiler-Struthof vorliegen. Hinsichtlich seiner Motivation zur Zusammenarbeit mit August Hirt ist von wissenschaftlichem Interesse an der Methode der Intravitalmikroskopie auszugehen, ideologische Gründen oder eine Zustimmung zu Hirts Ansichten über das „jüdische und bolschewistische Untermenschentum“ dürften ebenso wenig eine Rolle gespielt haben wie Einschüchterung oder Angst vor Repressionen.

### Leben nach dem Zweiten Weltkrieg
Nach dem Ende des Zweiten Weltkrieges galt Peter Holtz wegen seiner NSDAP-Mitgliedschaft als „belastet“, was zunächst zum Verlust seiner Position an der Rostocker Universität führte. Er wurde jedoch im Rahmen der Entnazifizierung aufgrund von Stellungnahmen verschiedener Personen, insbesondere von Nachbarn und von Angehörigen der Universität, durch einen Untersuchungsausschuss der Universität entlastet und darauf folgend 1946 Anwärter der Sozialistischen Einheitspartei Deutschlands (SED). Im Oktober desselben Jahres erhielt er mit der Wiedereröffnung der Universität Rostock zum Wintersemester 1946/1947 den Lehrstuhl für Pharmakologie. 1949 lehnte Peter Holtz einen Ruf auf eine Professur für Pharmakologie an der Humboldt-Universität zu Berlin zugunsten eines Verbleibs in Rostock ab, wo er ein Jahr später zum Dekan der medizinischen Fakultät gewählt wurde. Wie andere renommierte Wissenschaftler in der DDR schloss er 1951 einen Einzelvertrag mit dem Staatssekretariat für das Hochschulwesen ab, durch den ihm unter anderem Freizügigkeit bei Auslandsreisen zugesichert wurde. Ein Jahr später gehörte er zu einer Gruppe von 52 Rostocker Hochschullehrern, die ein am 31. März 1952 veröffentlichtes Memorandum unterzeichneten, in welchem sie die durch die zweite Hochschulkonferenz der SED beschlossene Wissenschaftspolitik ablehnten.
Die Medizinische Fakultät der Berliner Humboldt-Universität setzte Peter Holtz am 17. Dezember 1952 für die Besetzung des Lehrstuhls für Physiologische Chemie an die erste Stelle einer Vorschlagsliste vor Samuel Mitja Rapoport und Erich Strack. Im gleichen Monat wurde Peter Holtz jedoch in Nachfolge von Fritz Külz, der 1949 verstorben war, zum ordentlichen Professor für Pharmakologie und Toxikologie an die Johann Wolfgang Goethe-Universität Frankfurt am Main berufen. Da er von den DDR-Behörden keine Genehmigung zur dauerhaften Übersiedlung nach Frankfurt erhielt, kehrte er nach seiner Teilnahme an einer Tagung in Bad Nauheim und am Deutschen Internisten-Kongress in Wiesbaden im April 1953 nicht in die DDR zurück. Seine Zeit an der Frankfurter Universität war anfangs geprägt durch den auch die Forschung und Lehre betreffenden persönlichen Konflikt mit seinem Kollegen Walther Laubender, der die Berufung von Holtz zum Institutsdirektor nicht akzeptierte. Vielmehr beanspruchte Laubender diese Position, die er von 1949 bis zur Berufung von Holtz kommissarisch innegehabt hatte, für sich selbst. Die daraus resultierenden und sich zunehmend verschärfenden Auseinandersetzungen endeten 1956 mit Laubenders Ausscheiden aus dem Institut durch Übernahme der Leitung einer unabhängigen Abteilung für experimentelle Medizin. Im Jahr 1957 lehnte Peter Holtz einen Ruf an die Universität zu Köln ab, ein Jahr später fungierte er als Gastprofessor an der University of Chicago. Er blieb bis zu seiner Emeritierung im März 1970 in Frankfurt und starb im November desselben Jahres in einer Klinik in Bonn infolge eines Bronchialkarzinoms.
Sein Nachfolger als Professor an der Universität Frankfurt wurde Dieter Palm.

## Rezeption und Nachwirkung

### Wissenschaftliches Wirken

Strukturformel von Noradrenalin, für das Peter Holtz den Nachweis als körpereigene Substanz erbrachte und den Biosyntheseweg aufklärte

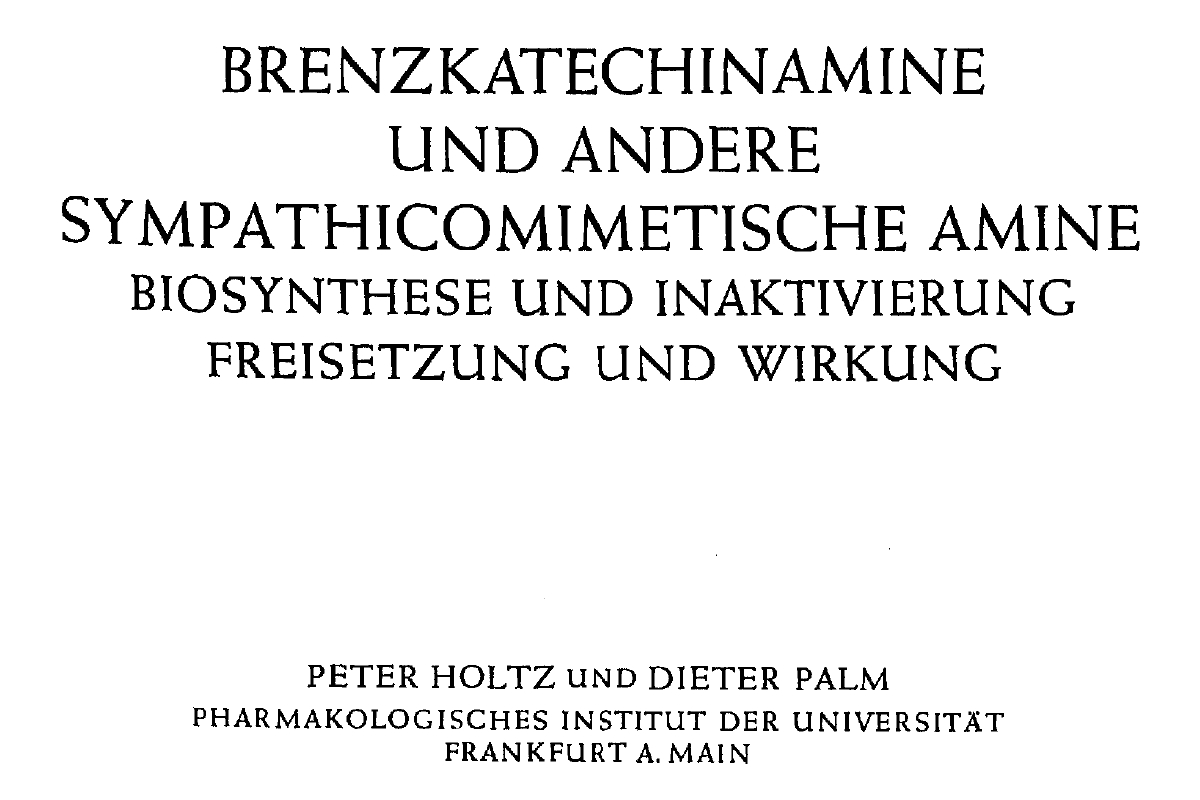
Titel des 1966 erschienenen Hauptwerkes von Peter Holtz

Peter Holtz veröffentlichte im Laufe seiner Karriere 194 wissenschaftliche Publikationen, die meisten davon in der Fachzeitschrift Naunyn-Schmiedeberg’s Archiv für Pharmakologie, deren Redaktion er ab 1960 angehörte. Obwohl er die englische Sprache fließend beherrschte, publizierte er bis zum Ende seiner Karriere die überwiegende Zahl seiner Arbeiten in deutschsprachigen Zeitschriften. Auch die Otto Loewi und Henry Hallett Dale gewidmete Monografie Brenzkatechinamine und andere sympathicomimetische Amine. Biosynthese und Inaktivierung, Freisetzung und Wirkung, die als Zusammenfassung seines Lebenswerkes gelten kann, erschien 1966 auf Deutsch.
Schwerpunkte seiner Forschung waren zum Beginn seiner Karriere strahlenbiologische Arbeiten sowie Untersuchungen zur Wirkung des Gewebshormons und Neurotransmitters Histamin, zu dessen Biosynthese aus der Aminosäure Histidin sowie zu physiologisch-chemischen Aspekten der Ascorbinsäure (Vitamin C). Seine wichtigsten Aktivitäten betrafen in der Folgezeit die körpereigenen Reaktionen zwischen Tyrosin, Dihydroxyphenylalanin (Dopa), Noradrenalin und Adrenalin sowie die Rolle des von ihm 1939 entdeckten Enzyms Dopa-Decarboxylase im Rahmen dieses Synthesewegs. Zeitgleich zu Hermann Blaschko in Cambridge und Oxford gelang ihm in den 1940er Jahren, neben dem Nachweis von Noradrenalin im Nebennierenmark, die vollständige Aufklärung der Biosynthese der Katecholamine, womit er unter anderem wesentliche Grundlagen zur Aufklärung von deren Wirkung als Neurotransmitter und Hormone schuf. Die entsprechende Publikation, die er im Oktober 1944 zur Veröffentlichung eingereicht hatte, erschien durch kriegsbedingte Verzögerungen beim Verlag aber erst drei Jahre später. Der schwedische Physiologe Ulf von Euler veröffentlichte jedoch 1946 ebenfalls zwei Arbeiten zu dieser Thematik, so dass Holtz und von Euler als „Entdecker“ des Noradrenalins gelten können. Von Euler, der 1970 gemeinsam mit Julius Axelrod und Bernard Katz den Nobelpreis für Physiologie oder Medizin „für ihre Entdeckungen im Zusammenhang mit den humoralen Transmittern in den Nervenenden und den Mechanismus ihrer Speicherung, Freigabe und Inaktivierung“ erhielt, erwähnte in seiner Rede bei der Preisverleihung am 12. Dezember 1970 auch den Beitrag von Peter Holtz, der rund einen Monat zuvor verstorben war.
Sein Interesse an Adrenalin und Noradrenalin und an der Regulation des sympathischen Nervensystems führte Peter Holtz zum Ende seiner Karriere zu Forschungsarbeiten über die pathophysiologischen Grundlagen der arteriellen Hypertonie und über deren Therapie.

### Würdigung und Erinnerung
Peter Holtz gilt aufgrund seines wissenschaftlichen Lebenswerkes neben Otto Loewi als einer der renommiertesten deutschen Pharmakologen in der ersten Hälfte des 20. Jahrhunderts, die Ergebnisse seiner Forschung prägten ebenso wie sein Wirken als Hochschullehrer das Fachgebiet grundlegend und nachhaltig. Sowohl die Vorlesungen von Peter Holtz, die durch sein Streben nach anschaulicher Darstellung gekennzeichnet waren und zu Demonstrationszwecken auch Versuche enthielten, als auch seine Vorträge auf wissenschaftlichen Kongressen waren den Erinnerungen von Kollegen, Assistenten und Doktoranden zufolge durch einen „brillanten Sprachstil“ gekennzeichnet. Angaben seines Nachfolgers Dieter Palm zufolge war Peter Holtz ein „fanatischer Experimentator“, von höchster Bedeutung war für ihn die physiologische Relevanz seiner Forschung. Sein Arbeitsstil war nicht durch systematisches und methodisches Vorgehen bei der Bearbeitung einer Fragestellung gekennzeichnet, sondern vielmehr durch Spontaneität und Kreativität.
Acht seiner Mitarbeiter an der Frankfurter Universität wurden unter seiner Betreuung habilitiert. Zu seinen Schülern zählten neben seinem Nachfolger Dieter Palm unter anderem Kurt Greeff, der die Leitung des Pharmakologischen Instituts an der Universität Düsseldorf übernahm und 1982 als Vorsitzender der Deutschen Gesellschaft für Kardiologie fungierte, Hans-Joachim Schümann, der später mehr als 20 Jahre lang das neugegründete Pharmakologische Institut der Universität Essen leitete, Athineos Philippu, der als Professor an den Universitäten Würzburg und Innsbruck wirkte, sowie Horst Grobecker, der als Professor an die Universität Regensburg berufen wurde. Auch in der pharmazeutischen Industrie erlangten Holtz-Schüler Führungspositionen, so Hans-Günther Kroneberg von 1963 bis 1972 als Leiter des Pharmakologischen Instituts der Bayer AG und Wolfgang Schaumann zwischen 1960 und 1980 in gleicher Funktion bei Boehringer Mannheim.
Ab 1952 gehörte Peter Holtz der Deutschen Akademie der Naturforscher Leopoldina an, in deren Senat er 1956 gewählt wurde. Darüber hinaus war er ab 1953 ordentliches, ab 1967 korrespondierendes und ab 1969 auswärtiges Mitglied der Deutschen Akademie der Wissenschaften zu Berlin, der späteren Akademie der Wissenschaften der DDR. Er erhielt 1943 zusammen mit seinem Assistenten Karl Credner den mit 2000 Reichsmark dotierten Von-Eicken-Preis sowie 1952 den Nationalpreis der DDR in Höhe von 25.000 Mark der DDR. Im Jahr 1964 wurde er gemeinsam mit Otto Krayer mit der Schmiedeberg-Plakette geehrt, der höchsten Auszeichnung der Deutschen Gesellschaft für Experimentelle und Klinische Pharmakologie und Toxikologie. Drei Jahre später wurde ihm in den USA gemeinsam mit Ulf von Euler, George Joseph Popják sowie dem späteren Nobelpreisträger John W. Cornforth der mit 50.000 US-Dollar dotierte und für herausragende Forschungsleistungen zu Bluthochdruck und Arteriosklerose vergebene Stouffer-Preis verliehen. Die Deutsche Pharmakologische Gesellschaft, deren Vorsitz er 1957 übernahm, ernannte ihn 1970 zu ihrem Ehrenmitglied.
Nach Peter Holtz benannt war das 2001 gegründete „Research Center of Pharmacology and Experimental Therapeutics“ der Universität Greifswald, ein Forschungsverbund von Arbeitsgruppen aus den Instituten beziehungsweise Kliniken für Pharmakologie, Kardiologie, Anästhesie und pädiatrische Onkologie der Universität. Infolge der Veröffentlichung einer mit einem Stipendium des Bundesministeriums für Bildung und Forschung geförderten biographisch-medizinhistorischen Dissertationsschrift im Jahr 2006 (siehe Literaturangaben), in der auch Art und Ausmaß der Zusammenarbeit von Peter Holtz mit August Hirt untersucht und dokumentiert wurden, kam es jedoch zur Ablegung des Namens.

## Veröffentlichungen (Auswahl)
- Peter Holtz, Karl Credner, Hedwig Walter: Über die Spezifität der Aminosäure-decarboxylasen. In: Hoppe-Seyler's Zeitschrift für physiologische Chemie. 262(3-5)/1939. Verlag Walter de Gruyter, S. 111–119, ISSN 0018-4888
- Peter Holtz: Dopadecarboxylase. In: Naturwissenschaften. 27(43)/1939. Springer-Verlag, S. 724/725, ISSN 0028-1042
- Peter Holtz, Karl Credner, Günther Kronenberg: Über das sympathicomimetische pressorische Prinzip des Harns („Urosympathin“). In: Naunyn-Schmiedebergs Archiv für Pharmakologie. Band 204, Nr. 1–3, 1947  S. 228–243.
- Sympathicomimetische Therapie, insbesondere der Kreislaufregulationsstörungen. Reihe: Regensburger Jahrbuch für ärztliche Fortbildung. Band 5. Stuttgart 1956
- Peter Holtz, Klaus Stock, Erik Westermann: Formation of Tetrahydropapaveroline from Dopamine In Vitro. In: Nature. 203(4945)/1964. Nature Publishing Group, S. 656–658, ISSN 0028-0836
- Brenzkatechinamine und andere sympathicomimetische Amine. Biosynthese und Inaktivierung, Freisetzung und Wirkung. Reihe: Ergebnisse der Physiologie, Biologischen Chemie und Experimentellen Pharmakologie. Band 58. Berlin und New York 1966
- Pharmakologie und Toxikologie. Arzneimittelschäden und -nebenwirkungen in der Sicht des Pharmakologen. In: Robert Heintz (Hrsg.): Erkrankungen durch Arzneimittel: Diagnostik, Klinik, Pathogenese, Therapie. Stuttgart 1966, S. 1–44.